# Hangviller
Hangviller é uma comuna francesa na região administrativa de Grande Leste, no departamento de Mosela. Estende-se por uma área de 4,52 km². Em 2010 a comuna tinha 266 habitantes (densidade: 58,8 hab./km²).